# Лорд Лиддесдейл
Лорд Лиддесдейл (англ. Lord of Liddesdale) — титул магнатов в средневековом Шотландском королевстве, владевших областью Лиддестейл в Роксбургшире (Южная Шотландия).

## История

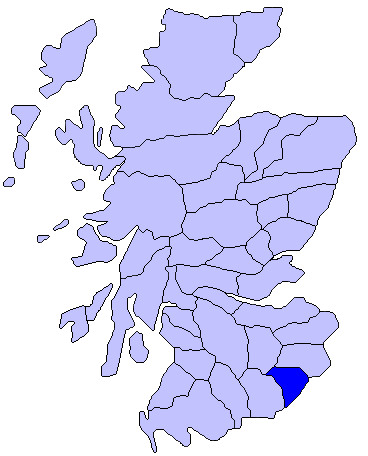
Лиддесдейл на карте Шотландии

Титул был создан между 1113 и 1124 годом будущим королём Шотландии Давидом I в период, когда он был правителем Камбрии. Это владение он передал Ранульфу I де Соулсу — нормандскому рыцарю, происходившего из Котантена. Центром владений первоначально был замок Лиддел. Позже был построен замок Эрмитаж, который использовался для контроля за англо-шотландской границей и, таким образом, являлся достаточно важным приграничным замком.
Соулсы управляли Лиддесдейлом до 1320 года, когда король Роберт I конфисковал все владения и титулы у Уильяма II де Соулса, участвовавшего в заговоре против него. Его владения в 1321 или 1322 году король передал своему незаконнорождённому сыну Роберту.
Роберт погиб в 1332 году в битве при Кингхорне. Детей у него не было. В результате в 133 году Лиддесдейл был захвачен Арчибальдом Дугласом, который был тогда хранителем Шотландии. Он погиб в том же году в битве при Халидон-Хилле, а его сыновья бежали во Францию.
В 1342 году Роберт Стюарт (будущий король Роберт II) оспорил право юного Уильяма Дугласа, сына и наследника Арчибальда, на владение Лиддесдейлом, потребовав это владение себе. Против этого выступал опекун и родственник Уильяма, сэр Уильям Дуглас из Лотиана. В результате чего хартия о передаче этих земель Арчибальду 1333 года была признана незаконной, Лиддесдейл передан Стюарту, который сразу же обменял его на Атолл. В итоге лордом Лиддесдела стал Уильям Дуглас из Лотиана. В 1346 году он попал в плен в битве при Невиллс-Кроссе, в котором пробыл до 1352 года. Принеся клятву верности английскому королю Эдуарду III, он- Его подопечный воспользовался этим, чтобы упрочить своё положение, ещё и унаследовав после смерти дяди титул лорда Дугласа. В итоге ему к 1353 году удалось вернуть Лиддесдейл. В том же году сэр Уильям был заманен в засаду и убит.
Права лорда Дугласа, который позже получил графский титул, на владение Лиддесдейлом оспаривал племянник убитого сэра Уильяма Дугласа, Джеймса Дугласа из Далкита, которого поддерживал Арчибальд Мрачный Дуглас, лорд Галлоуэя, дядя Уильяма. Первоначально у него не было никаких возможностей вернуть владения. Но в конце 1367 года Джеймсу удалось заручиться благосклонностью короля Давида II, враждебно относящегося к лорду Дугласу. В итоге он получил некоторые владения, отобранные у Уильяма. После смерти в 1371 году Давида II при новом короле Роберте II Джеймс примирился с графом Дугласом, а женитьба на овдовевшей сестре короля упрочило его положение в королевстве. 
В конце 1370-х граф Дуглас, который с 1377 года носил ещё и титул графа Мара, передал Лиддесдейл своему сыну и наследнику Джеймсу Дугласу, унаследовавшего после смерти отца его остальные владения и титулы. Но он погиб в 1388 году, не оставив законнорождённых детей, что вызвало споры за его наследство. В итоге в конце 1388 или начале 1389 года часть владений Дугласов, включая графство и главные пограничные владения рода, получил Арчибальд Мрачный, лорд Галлоуэя. Но претензии на эти владения предъявлял и Малькольм Драммонд, муж Изабеллы, сестры покойного графа Дугласа, которого поддерживал его зять — граф Каррик, регент королевства. Арчибальд упирал на то, что владения земель Дугласов происходило по мужской линии. Ситуацией воспользовался и его союзник, Джеймс Дуглас из Далкейта, возобновивший свои претензии на Лиддесдейл и земли в Эксдейле. При поддержке Роберта, графа Файфа, и Джеймса, Арчибальду удалось распространить влияние на Лиддесдейл, Эксдейл и Эттрик-Форест. А когда в 1389 году графа Каррика на посту регента сменил брат, граф Файф, тот признал за союзником титул графа Дугласа и лорда Лиддесдейла, Эксдейла и Эттрик-Фореста. Получил ограниченное признание своих прав на Лиддесдейл и Эксдейл и Джеймс Дуглас, который стал их фактическим правителем.
Но в конце 1390-х годов у Арчибальда появился новый соперник. У Джеймса Дугласа, 2-го графа Дугласа, остался единокровный брат Джордж Дуглас, незаконнорождённый сын 1-го графа Дугласа и Маргарет Стюарт, графини Ангус, которая в 1388—1389 годах воспользовалась борьбой за власть между двумя сыновьями короля Роберта II — Джона, графа Каррика (будущего короля Роберта III), и Роберта, графа Файфа. Он не мог унаследовать владения и титулы отца, однако его мать добилась признания сына наследником владений своего отца и титула графа Ангуса. Кроме того, в 1397 году Джордж женился на дочери короля Роберта III, который поощрял зятя на владения графа Дугласа, который был союзником брата и политического соперника короля — графа Файфа. По заключённому с Робертом III соглашению, за графом граф Ангусом признавались права на титулы лорда Лиддесдейла, Каверса и Джедуорта. В 1397 году он совершил ряд набегов на поместья Джеймса Дугласа из Далкита в Лотиане, опустошив их, после чего провёл переговоры, по итогам которых заставил отказаться от прав на Лиддесдейл. Но Джеймс сохранил земли в Эксдейле.
В 1402 году граф Ангус попал в плен в битве при Хомильдон-Хилле и в 1403 году умер в английском плену от чумы. Когда его сын, Уильям Дуглас, 2-й граф Ангус, был представлен в 1409 году в качестве наследника отца в Лиддесдейле, указывалось, что с 1403 года область находилась в руках короны. Права юного графа защищала его бабушка, Маргарет Стюарт. Хотя права Уильяма на графство Ангус и Абернетти и Банкл были подтверждены, большинство небольших поместий Дугласов, принадлежавших ранее его отцу, были переданы Арчибальду Дугласу, 4-му графу Дугласу. В конченом итоге он получил из них только Лиддесдейл и Джедборо.
Потомки Уильяма Дугласа, 2-го графа Ангуса, управляли Лиддесдейлом до 1491 года, когда область была конфискована королём Яковом IV. Причиной это послужило изменническое обещание Арчибальда Дугласа, 5-го графа Ангуса, передать английскому королю Генриху VII Лиддесдейл в обмен на земли равной ценности в Англии, если он не сможет склонить шотландское правительство к миру с Англией. Хотя граф и примирился с королём, 29 декабря 1491 года он был вынужден обменять Лиддесдейл с замком Эрмитаж Патрику Хепберну, 1-й граф Ботвелл (получившего их по королевскому праву) на владение Килмарнок в Эйршире.
Граф Ботвелл и его потомки управляли Лиддесдейлом до 1540 года, когда область по приказу короля Якова V не была присоединена к короне. Причиной конфискации послужила измена Патрика Хепберна, 3-го графа Ботвелла, из-за которой он в 1532—1539 годах находился в заключении, а с 1539 года и до смерти Якова V — в изгнании. При этом его остальные владения, кроме Лиддесдела, остались у него.

## Лорды Лиддесдейл
Соулсы
- 1113/1124 — до 1170: Ранульф I де Соулс[англ.] (умер до 1170), лорд Лиддесдейл с 1113/1124 года.
- до 1170 — 1207: Ранульф II де Соулс (умер в 1207), лорд Лиддесдейл ранее 1170 года, племянник предыдущего.
- 1207 — до 1227: Фульк де Соулс (умер до 1227), лорд Лиддесдейл с 1207 года, сын предыдущего.
- до 1227 — 1265: Николас I де Соулс[англ.], лорд Лиддесдейл ранее 1227 года, сын предыдущего.
- 1265 — 1292/1293: Уильям I де Соулс[нем.] (умер в 1292/1293), лорд Лиддесдейл с 1265 года, юстициарий Лотиана[англ.] с 1279 года, сын предыдущего[13].
- 1292/1293 — 1296: Николас II де Соулс (умер в 1296), лорд Лиддесдейл с 1292/1293 года, сын предыдущего.
- 1296—1320: Уильям II де Соулс (умер в 1320/1321), лорд Лиддесдейл в 1296—1320 годах, сын предыдущего.

Брюсы
- 1321/1322 — 1332: Роберт Брюс (около 1293 — 11 августа 1332), лорд Лидесдейл с 1321/1322 года, незаконнорождённый сын короля Роберта I[1].

Дугласы
- 1333: сэр Арчибальд Дуглас (около 1294 — 19 июля 1333), хранитель Шотландии с 1333 года, лорд Лиддесдейл с 1333 года, сын Уильяма Дугласа, 4-го лорда Дугласа[3].
- 1333—1342, 1353 — 1370-е: Уильям Дуглас (около 1327 — 1384), лорд Лиддесдейл в 1333—1342 и 1353 — 1370-х годах, 8-й лорд Дуглас с 1342 года, 1-й граф Дуглас с 1358 года, граф Мар с 1377 года, сын предыдущего[4].
- 1342—1353: сэр Уильям Дуглас из Лотиана (около 1300 — 1353), лорд Лиддесдейл с 1342 года[5].
- 1370-е — 1388: Джеймс Дуглас (около 1358 — 1388), лорд Лиддесдейл с конца 1370-х годов, 2-й граф Дуглас и граф Мар с 1384 года, сын Уильяма Дугласа, 1-го графа Дугласа[7].
- 1389 — 1397: Арчибальд «Свирепый» Дуглас (около 1320 — 1400), лорд Голлуэй с 1369 года, 3-й граф Дуглас с 1389 года, лорд Лиддесдейл, Эксдейл и Эттрик-Фореста в 1389—1397 годах, незаконнорождённый сын Джеймса Чёрного Дугласа, 5-го лорда Дугласа[8].
  - 1389 — 1397: Джеймс Дуглас из Далкита (умер в 1420), в 1389 — 1397 годах он был фактическим лордом Лиддесдейл и Эксдейла, но после 1397 года сохранил только владения в Эксдейле..
- 1397—1403: Джордж Дуглас (1378/1380 — 1403), 1-й граф Ангус с 1397 года, лорд Лиддесдейл с 1397 года, незаконнорождённый сын Джеймса Дугласа, 2-го графа Дугласа[9].
- 1403—1409: в составе владений шотландской короны[9].
- 1409—1437: Уильям Дуглас (около 1398 — 1437), 2-й граф Ангус, лорд Абернетти и Банкл с 1403 года, лорд Лиддесдейл и Джедборо с 1409 года, сын предыдущего[10].
- 1437—1445: Джеймс Дуглас (около 1415 — 1446), 3-й граф Ангус, лорд Абернетти, Банкл, Лиддесдейл и Джедборо в 1437—1445 годах, сын предыдущего[14].
- 1445—1446: в составе владений шотландской короны[14].
- 1446—1463: Джордж Дуглас (около 1417 — 12 марта 1463), 4-й граф Ангус, лорд Абернетти, Банкл, Лиддесдейл и Джедборо с 1446 года, лорд Дуглас с 1455 года, брат предыдущего[15].
- 1463—1491: Арчибальд Дуглас «Колокольчик для кота» (1449 — 19 ноября 1513), 5-й граф Ангус с 1463 года, лорд Лиддесдейл в 1463—1491 года, сын предыдущего[11].

Хепберны
- 1491—1508: Патрик Хепберн (около 1455 — 18 октября 1508), барон Дансир с 1406 года, 2-й лорд Хейлс с 1483 года, 1-й граф Ботвелл и лорд-адмирал Шотландии с 1488 года, лорд Лиддесдейл с 1491 года[16].
- 1508—1513: Адам Хепберн (около 1492 — 9 сентября 1513), 2-й граф Ботвелл, 3-й лорд Хейлс, лорд Лиддесдейл и лорд-адмирал Шотландии с 1508 года, сын предыдущего[17].
- 1513—1556: Патрик Хепберн (1511/1513 — сентябрь 1556), 3-й граф Ботвелл, 4-й лорд Хейлс с 1513 года, лорд Лиддесдейл в 1513—1540 годах, сын предыдущего[12].